# Ngày Đất ngập nước Thế giới
Ngày Đất ngập nước Thế giới, viết tắt là WWD (World Wetlands Day) là ngày 2 tháng Hai, đánh dấu ngày ký Công ước về Đất ngập nước, còn gọi là Công ước Ramsar  ngày 02/2/1971, đánh dấu Công ước về đất ngập nước vào 2/2/1971 khi một nhóm nhỏ quốc tế tại Công ước Ramsar ở Iran
Được thành lập để nâng cao nhận thức về giá trị của đất ngập nước đối với nhân loại và hành tinh,WWD được tổ chức lần đầu tiên vào năm 1997 và đã phát triển kể từ đó. Mỗi năm, các cơ quan chính phủ, tổ chức phi chính phủ và các nhóm công dân ở mọi cấp độ của cộng đồng đã tận dụng cơ hội để thực hiện các hành động nhằm nâng cao nhận thức của cộng đồng về giá trị và lợi ích của đất ngập nước như bảo tồn. Một số lợi ích này bao gồm: Hệ sinh thái đa dạng sinh học cung cấp môi trường sống cho nhiều loài, đóng vai trò như vùng đệm trên bờ biển chống lại bão và lũ lụt, và lọc nước một cách tự nhiên bằng cách phá vỡ hoặc chuyển hoá các chất ô nhiễm có hại.
Hiện có 168 quốc gia và vùng lãnh thổ tham gia Công ước Ramsar, chiếm 90% thành viên Liên Hợp Quốc , nên tổ chức liên chính phủ này được coi là thực thể liên kết.
Số khu Ramsar hiện có 2193.

## Hoạt động
WWD đã có một khởi đầu đáng khích lệ. Mỗi năm, các cơ quan chính phủ, các tổ chức phi chính phủ, và các nhóm công dân tại các cấp của cộng đồng đã hành động để nâng cao nhận thức công chúng về giá trị đất ngập nước và các lợi ích nói chung và Công ước Ramsar nói riêng.
Mỗi năm kể từ năm 1997, Ban thư ký Ramsar đã cung cấp tài liệu để các cơ quan chính phủ, các tổ chức phi chính phủ, các tổ chức bảo tồn, và các nhóm dân chúng có thể giúp nâng cao nhận thức cộng đồng về tầm quan trọng và giá trị của các vùng đất ngập nước.
Trong mười năm, trang Web của Công ước Ramsar đã đăng tải báo cáo đến từ hơn 95 quốc gia trong hoạt động ở tất cả các mức độ và cách thức, từ các bài giảng, hội thảo, đi tìm hiểu thiên nhiên, các cuộc thi nghệ thuật của trẻ em, đua ghe, ngày làm sạch môi trường của cộng đồng, phát thanh, và các cuộc phỏng vấn truyền hình hay báo chí, sự xuất hiện của các chính sách mới về đất ngập nước, các khu Ramsar mới, và các chương trình mới ở cấp quốc gia.

## Quan hệ đối tác
Kể từ năm 1998, Ban Thư ký Ramsar, với sự hỗ trợ tài chính từ Quỹ Evian về Nước của Tập đoàn Danone, nhiều tài liệu tiếp cận cộng đồng bao gồm logo, áp phích, bảng thông tin, tài liệu phát tay và tài liệu hướng dẫn để hỗ trợ các hoạt động quốc gia được tổ chức để kỷ niệm WWD, đã được sản xuất. Các tài liệu này có thể tải xuống miễn phí trên trang web của Ngày Đất ngập nước Thế giới bằng ba ngôn ngữ của Công ước: tiếng Anh, tiếng Pháp và tiếng Tây Ban Nha (www.worldwetlandsday.org). Tất cả các tài liệu cũng có sẵn trong tệp thiết kế của họ để các nhà tổ chức sự kiện tùy chỉnh và điều chỉnh chúng cho phù hợp với ngôn ngữ và bối cảnh địa phương của họ. Một số bản in có sẵn cho các quốc gia theo yêu cầu của Ban Thư ký.

## Cuộc thi ảnh Thanh niên Ngày Đất ngập nước thế giới
Bắt đầu từ năm 2015, Cuộc thi ảnh Thanh niên Đất ngập nước kéo dài một tháng bắt đầu vào ngày 2 tháng 2, đã được giới thiệu như một phần của phương pháp tiếp cận mới nhằm hướng đến những người trẻ tuổi và thu hút họ tham gia vào WWD. Mọi người trong độ tuổi từ 15 đến 24 có thể chụp ảnh một vùng đất ngập nước nhất định và tải nó lên trang web của Ngày Đất ngập nước Thế giới trong khoảng thời gian từ tháng Hai đến tháng Ba. [3] Nhờ Star Alliance Biosphere Connections, giải thưởng được trao cho người chiến thắng cuộc thi ảnh là cơ hội đến thăm vùng đất ngập nước mà họ lựa chọn từ hơn 2200 Trang web Ramsar trên toàn thế giới.
Từ năm 1997, trang web Ramsar đã đăng báo cáo từ khoảng 100 quốc gia về các hoạt động WWD của họ. Vào năm 2016, một bản đồ các sự kiện đã được giới thiệu để giúp các quốc gia thúc đẩy các hoạt động của họ và tạo điều kiện thuận lợi cho việc báo cáo sau WWD www.ramsar.org/activity/world-wetlands-day.

## Chủ đề Ngày Đất ngập nước Thế giới
Mỗi năm một chủ đề được chọn để tập trung sự chú ý và giúp nâng cao nhận thức của cộng đồng về giá trị của đất ngập nước. Các quốc gia tổ chức nhiều sự kiện khác nhau để nâng cao nhận thức như; các buổi thuyết trình, hội thảo, đi dạo trong thiên nhiên, cuộc thi nghệ thuật dành cho trẻ em, cuộc đua thuyền tam bản, ngày làm sạch cộng đồng, phỏng vấn trên đài phát thanh và truyền hình, gửi thư cho báo chí, về việc ban hành các chính sách đất ngập nước mới, các Trang web Ramsar mới và các chương trình mới ở cấp quốc gia.
2020	Đất ngập nước và Đa dạng sinh học
2019	Đất ngập nước và biến đổi khí hậu
2018	Đất ngập nước cho một tương lai đô thị bền vững
2017	Đất ngập nước để giảm thiểu rủi ro thiên tai
2016	Đất ngập nước cho tương lai của chúng ta: Sinh kế bền vững
2015	Đất ngập nước cho tương lai của chúng ta
2014	Đất ngập nước và Nông nghiệp: Đối tác cho Tăng trưởng
2013	Đất ngập nước chăm sóc nước
2012	Du lịch đầm lầy: Một trải nghiệm tuyệt vời
2011	Rừng cung cấp nước và đất ngập nước
2010	Chăm sóc vùng đất ngập nước - Giải pháp cho biến đổi khí hậu
2009	Thượng nguồn, Hạ nguồn: Đất ngập nước kết nối tất cả chúng ta
2008	Đất ngập nước lành mạnh, người khỏe mạnh
2007	Cá cho ngày mai?
2006	Sinh kế có rủi ro
2005	Sự giàu có trong Đa dạng vùng ngập nước - Đừng để mất nó
2004	Từ núi đến biển - Đất ngập nước làm việc cho chúng ta
2003	Không có đất ngập nước - không có nước
2002	Đất ngập nước: Đời sống và văn hóa nước
2001	Một thế giới đất ngập nước - Một thế giới để khám phá
2000	Tôn vinh các vùng đất ngập nước có tầm quan trọng quốc tế của chúng ta
1999	Con người và đất ngập nước - mối liên kết quan trọng
1998	Tầm quan trọng của nước đối với sự sống & vai trò của đất ngập nước trong việc cấp nước
1997	WWD lần đầu tiên tổ chức lễ kỷ niệm